# 詹姆斯·巴顿·朗埃克
詹姆斯·巴顿·朗埃克（英語：James Barton Longacre，1794年8月1日—1869年1月1日）是美国肖像画家和雕刻师，从1844年起担任美国铸币局第四任首席雕刻师直至逝世。他最知名的作品是1859年开始进入市场流通的印第安人头像一美分硬币，其他名作包括盾牌镍币、飞鹰1美分硬币及19世纪中期的其他多款硬币。
朗埃克于1794年生于宾夕法尼亚州特拉华县，年仅12岁便离家出走来到费城，在书店当学徒，并在突显美术才华后成为雕版公司学徒。1819年，朗埃克开始自谋出路，为通俗人物传记绘制肖像画，其中许多都是当时的领袖人物，有些后来成为他的支持者，如南卡罗来纳州联邦参议员约翰·卡德威尔·卡尔霍恩就帮他在1844年克里斯蒂安·戈布雷希特去世后当上首席雕刻师。
朗埃克上任之初，费城铸币局完全由局长罗伯特·马斯克尔·帕特森和首席铸币员富兰克林·皮尔把持。国会授权新增一美元和20美元双鹰金币后，朗埃克和他们的冲突爆发。皮尔和帕特森想办设法给首席雕刻师的工作增加阻碍，差点就让他卷铺盖走人，但朗埃克最终说服美国财政部长威廉·M·梅雷迪思同意他留任，两种硬币也均按他的设计面世。帕特森和皮尔均在19世纪50年代初离开铸币局，朗埃克的工作环境显著改善。
1856年，朗埃克设计出飞鹰1美分硬币，事实证明这种硬币的生产过程困难重重，朗埃克需另行设计，印第安人头像一美分硬币因此于1859年面世。朗埃克设计的其他硬币包括3美分银币和镍币、盾牌镍币、2美分硬币，以及华盛顿图案镍币，还曾于1866至1867年为智利重新设计各种硬币。1869年元旦，詹姆斯·巴顿·朗埃克突然去世，职务由威廉·巴伯继任。如今，朗埃克设计的硬币广受好评，但也有观点认为它们缺乏艺术进步。

## 早年和私营企业工作经历

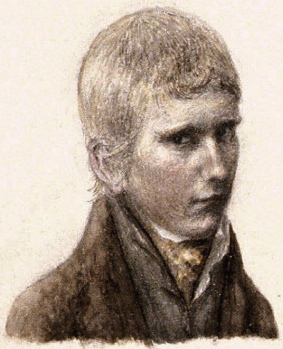
詹姆斯·巴顿·朗埃克12岁时的自画像

1794年8月11日，詹姆斯·巴顿·朗埃克在宾夕法尼亚州特拉华县某农场出生。母亲莎拉·朗埃克（Sarah Longacre，娘家姓“巴顿”）在他很小时去世，父亲彼得·朗埃克（Peter Longacre）是北美洲早期瑞典移民的后代。詹姆斯觉得父亲再婚后新家的生活实在无法忍受，结果在12岁时离家出走，到附近的费城找工作。他进入书店当学徒，并成为店主约翰·沃森（John E. Watson）的家庭一员。此后几年，朗埃克在书店工作，但沃森发现孩子在肖像画上很有天赋。1813年，沃森解除朗埃克的学徒时限，让孩子朝美术方向发展，不过两人关系依旧亲密，沃森经常把朗埃克的画作拿来出售。
朗埃克接下来进入费城桑塞姆街47号的默里、德雷珀、费尔曼有限公司，成为该雕版公司业主乔治·默里（George Murray）的学徒。这家公司源自费城铸币局第一任首席雕刻师罗伯特·斯科特（Robert Scot）创办的另一家公司。朗埃克在此工作至1819年，主要作品包括乔治·华盛顿、托马斯·杰斐逊和约翰·汉考克的肖像，印在出版商约翰·宾斯（John Binns）的《独立宣言》摹本上，整套摹本共耗费宾斯9000美元（相当于如今的184,872美元）。克里斯蒂安·戈布雷希特（Christian Gobrecht）此时也在默里的公司工作，后来他成为朗埃克的前任铸币局首席雕刻师。这份工作为朗埃克打响名气，他以特别擅长将他人画作转制成印刷雕版著称。1819年，他在费城松树街230号创业。
1820年，朗埃克接到创业后首份重要业务，为··布拉德福德（S.F. Bradford）的《百科全书》（Encyclopedia）雕版，他根据托马斯·萨利（Thomas Sully）的肖像画为安德鲁·杰克逊将军雕版，令书作大卖。接下来他同意为约瑟夫·桑德森（Joseph Sanderson）和约翰·桑德森（John Sanderson）合著的《独立宣言签署者传记》（Biographies of the Signers of the Declaration of Independence）雕刻插图，该书于1820至1827年出版，共有九卷。虽然书中传记经常惹来非议，但销量一直不俗，因此得以全部发行。钱币学作家理查德·斯诺认为，该书的销量就是靠朗埃克高质量的插画支撑。此外，朗埃克还于1826年完成针对《美国剧院》（The American Theater）各角色演员的系列研究。

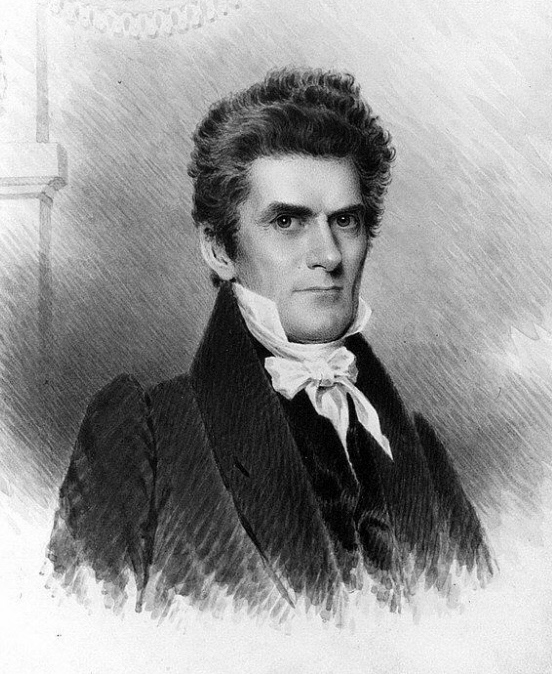
1834年朗埃克笔下的约翰·卡德威尔·卡尔霍恩

朗埃克通过与桑德森兄弟合作积累很多经验，决定自行发布传记文集，传主等人物肖像也自行雕版。正打算启动项目的朗埃克得知，纽约市的詹姆斯·赫林（James Herring）也计划出版传记文集，于是先为前期准备自掏1000美元（相当于如今的31,497美元）腰包，然后在1831年10月致信赫林商谈，两人同意合作推出《美国肖像画廊》（The American Portrait Gallery）——后更名《美国杰出人士国家肖像画廊》（National Portrait Gallery of Distinguished Americans），全书分四卷，于1834至1839年间出版。赫林是画家，但大部分插图都由在全国各地寻访本人绘制肖像的朗埃克完成。1833年7月，他为已当上总统的杰克逊及前总统詹姆斯·麦迪逊画像，还见到当时许多政坛领袖，这些人大都对他的肖像画功底颇为欣赏，前美国副总统、南卡罗来纳州联邦参议员约翰·卡德威尔·卡尔霍恩便是其中一员。1832年7月，《尼尔斯记事报》（Niles' Register）称赞朗埃克的雕版是“美国艺术进步的杰出典范”。
1827年，朗埃克与伊丽莎白·斯蒂尔斯（Elizabeth Stiles）成婚，两人的长女莎拉（Sarah）次年出世，此后还育有三男二女，其中幼子奥尔良（Orleans）1840年诞生。受1837年恐慌影响，《美国肖像画廊》的销售陷入僵局，朗埃克不得不宣告破产，然后前往南部及中西部各州，一个接一个城镇地兜售他的书，夫人和长女在家处理发货及金融事宜。1837年末，他获得机遇返回费城，与他人合伙组建托普安、德雷珀、朗埃克有限公司（Toppan, Draper, Longacre & Co.），主营纸币雕版业务。各州立银行发行纸币的雕版需求很大，朗埃克的公司蓬勃发展，不但在费城核桃街60号设立办事处，还在纽约华尔街一号开有分公司。据斯诺记载，朗埃克此时已是全美最优秀的雕刻师。

### 1819至1844年朗埃克的部分雕版作品

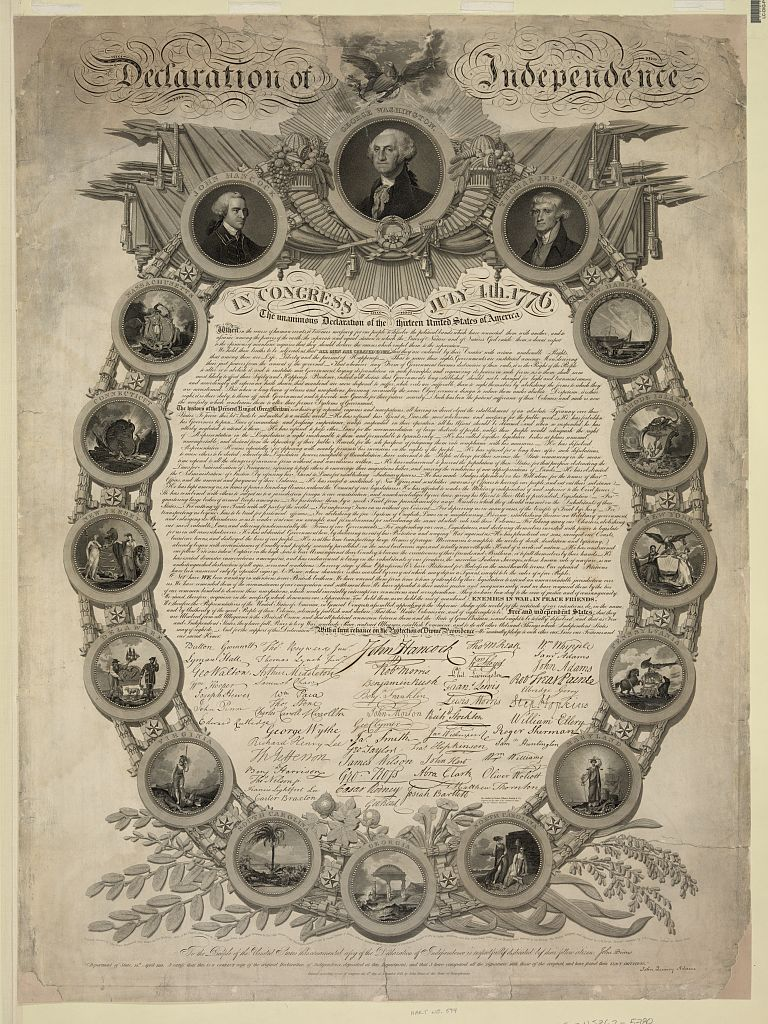
1819年约翰·宾斯推出的《独立宣言》，上面的人物肖像由朗埃克雕版
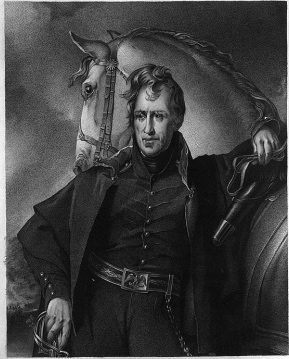
1820年，安德鲁·杰克逊将军（根据托马斯·萨利的画创作）
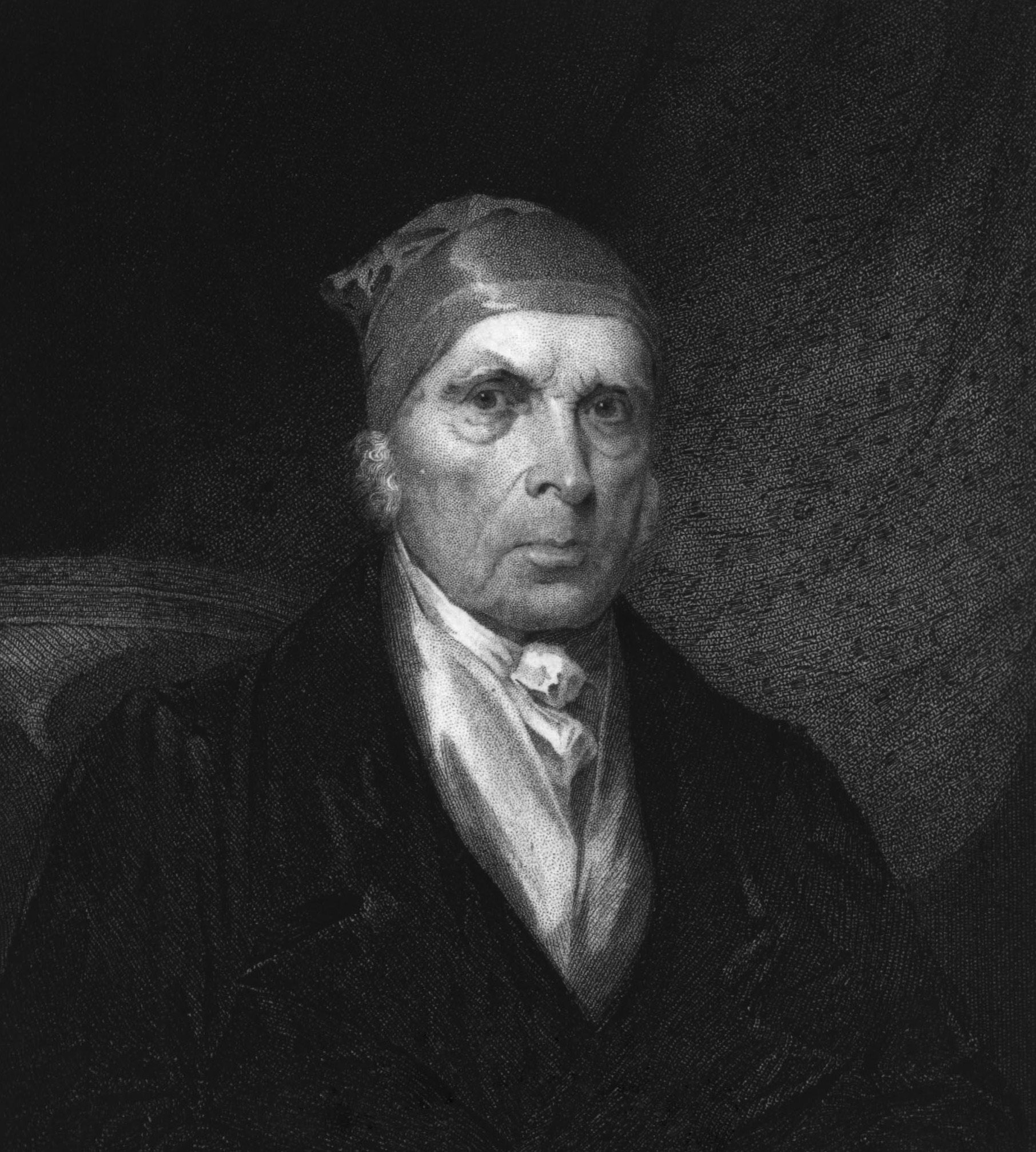
1833年，82岁高龄的詹姆斯·麦迪逊
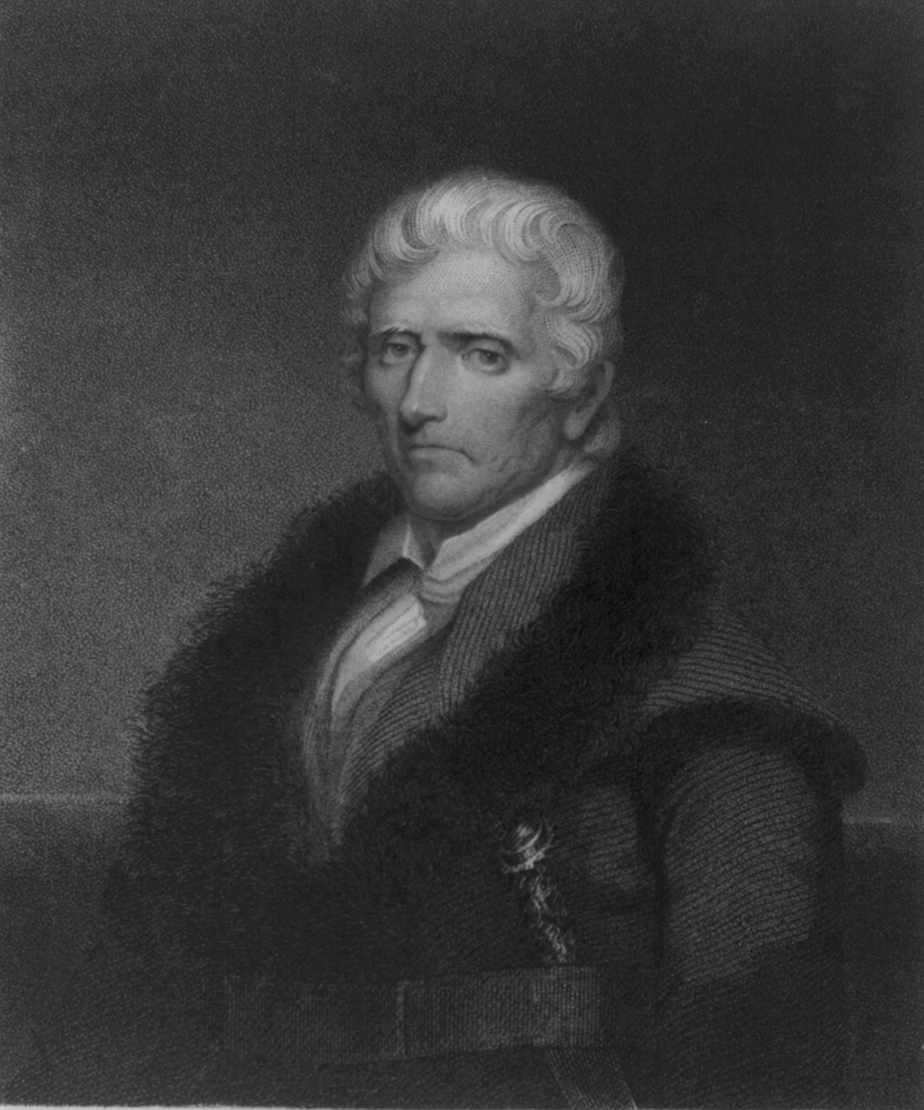
1835年，丹尼尔·布恩（根据切斯特·哈丁的画创作）

## 首席雕刻师（1844至1869年）

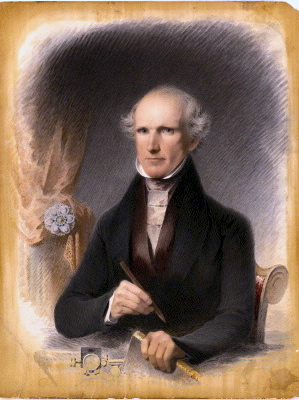
1845年朗埃克的水彩雕版自画像

### 任命
1844年7月，美国铸币局首席雕刻师戈布雷希特去世。继任人选中朗埃克的竞争对手包括费城纸币雕刻师查尔斯·威尔士（Charles Welsh），以及曾为铸币局制作前总统约翰·昆西·亚当斯纪念章模具的艾伦·伦纳德（Allen Leonard），最终朗埃克在卡尔霍恩的推动下赢得提名。据美国钱币史学家唐·塔克西（Don Taxay）记载，朗埃克在争取约翰·泰勒总统提名期间没有尝试获得铸币局局长罗伯特·马斯克尔·帕特森（Robert Maskell Patterson）的支持，“即便帕特森对此略有不满，他也更反感缠扰不休的伦纳德。”
1844年9月16日，泰勒总统提名朗埃克继任，此时国会正在休会，所以参院议不能马上审核。1844年12月17日，总统将提名告知参议院，议会于1845年1月7日确认提名，国会纪录显示无人反对。据钱币学家大卫·兰格所述，朗埃克很高兴能当上铸币局雕刻师，因为此时公司业务已因银版摄影法的出现减少。
钱币经销商兼作家昆汀·戴维·鲍尔斯（Q. David Bowers）指出，当上首席雕刻师后，朗埃克马上“发现自己陷入1839年开始担任首席铸币员的富兰克林·皮尔编织并占主导的马蜂窝，里面充满阴谋、政治和内斗”。皮尔指示铸币局工作人员在他的私宅工作，他的本职工作大部分是由已经退休，但却愿意无偿奉献的前任首席铸币员亚当·艾克菲尔特完成。皮尔利用政府资源经营自家生意，为私人奖章制作金属模。他与局长帕特森关系很好，把金属模及原材料都控制在手里，之后的事件发展证明两人还曾盗取铸币局库存的金银。铸币局其他官员都是帕特森的亲信，朗埃克只能是孤家寡人。沃尔特·布林曾发行美国硬币主题著作，据他在书中记载，帕特森不喜欢南方人，所以讨厌卡尔霍恩，有卡尔霍恩支持的朗埃克自然也不能幸免。

### 1844至1853年，帕特森和皮尔当权时期
朗埃克当上首席雕刻师的最初几年，美国硬币还不需要更换原创全新设计。戈布雷希特已在1835至1842年间重新设计所有面额的硬币，所以朗埃克有充足时间学习硬币生产过程中需要的美术知识，毕竟他此前的工作基本只是雕版，不会接触到这方面。这些美术知识点包括硬币设计、根据设计图案制作冲压模具和金属凹模。朗埃克此前的工作涉及印刷复制品制作，需要雕刻铜质金属板。1845年8月，帕特森致信财政部长罗伯特·J·沃克，称朗埃克“是品格高尚的绅士，在业界备受推荐，也是颇有名气的铜板雕刻师，但他做不来金属凹模。据我所知，他也从未尝试过金属凹模制作。”但到了年底，局长又一次写信给沃克，对朗埃克赞不绝口，称他“与之前任何一位首席雕刻师相比，在制作设备改善铸币工艺方面都更有品味和判断力，而且也证明他有能力根据自绘图纸制作需要的模具”。不过塔克西认为，帕特森是对伦纳德此时还对首席雕刻师一职不死心感到厌烦，所以才大力称赞朗埃克。
朗埃克任职期间，铸币局生产的早期硬币存在多处失误，但具体责任人已不可考。例如1844年在新奥尔良铸币局生产的半美元就有双重日期，1846年半美元所刻年份“1846”的最后一个数字（垂直放置）同另一个水平放置的“6”重叠。鲍尔斯认为，朗埃克很可能把这些工作委托给别人完成，不过从1849年的笔记来看，他的日常工作就是把日期冲入铸币金属模。2003年，汤姆·德洛瑞（Tom DeLorey）撰文指出，皮尔及其手下经常不与朗埃克领导的雕刻部门打招呼就制作冲压模，所以上述疏漏很可能是皮尔的责任。
虽然费城铸币局气氛紧张，但朗埃克上任后的前几年还是没有同帕特森和皮尔发生冲突。然而局面在1849年3月改变，国会授权新发1美元金币和20美元双鹰金币。此时，帕特森已将首席雕刻师视为皮尔私人奖章生意的威胁，希望他快点滚蛋，所以反对国会决定，因为发行新硬币必须要有首席雕刻师投入。用斯诺在有关飞鹰一美分和印第安人头像一美分硬币著作中的说法，就是“谨守道德的首席雕刻师威胁到他们的副业”。无论朗埃克制作新硬币金属模还是皮尔的私人奖章业务都需要使用影像车床，冲突由此爆发。朗埃克对皮尔垄断车床使用权感到不满，皮尔得知后决定暗中破坏雕刻师的铸币准备工作，让他卷铺盖走人。
根据朗埃尔1850年所写信件记载，铸币局某工作人员曾于1849年初告诉他，局内某官员（无疑就是皮尔）打算把雕版工作外包，让首席雕刻师沦为吃闲饭的职位。承接外包业务的雕刻师是法国人士路易斯·布维（Louis Bouvet），曾由帕特森介绍设计过半鹰金币，但方案未获采纳。得到消息后，朗埃克用这年三月大部分时间准备一美元金币的金属模，从信中所述来看，这样长时间工作也对他的健康不利。朗埃克要求局长为他聘请助手，但帕特森显然只打算把工作外包。雕刻师对此难以接受，因为外包也意味着他无法监督。助理雕刻师彼得·克罗斯（Peter Cross）还需负责一美元硬币背面设计，所以整个铸币局没人帮忙。1849年下半年，朗埃克一直忙于双鹰金币的前期准备工作，一路还需面对皮尔设置的障碍：

我的计划是，用自制铜模为图案基准压铸钢铁电铸模具。首席铸币员在他的公寓制备金属电铸版，但制备过程失败，我的模具也毁了。不过我还用石膏另备有一套模型……靠着这仅有的备用模型，我制出金属模，虽称不上尽善尽美，但我确信还是可以在雕刻金属模时纠正这些瑕疵……任务很费力，但还是靠我一人之力按时完成。接下来金属模必须由铸币部硬化处理，在此期间又不幸爆裂。

朗埃克做好的双鹰金币金属模被皮尔否决，声称设计图案浮雕太高，硬币无法呈现完整细节而且不能堆叠。但塔克西指出，现存的一枚1849年双鹰金币上根本没有这种问题，而且从外观判断堆叠起来仍能保持水平。接到皮尔投诉后，帕特森于1849年12月25日致信财政部长威廉·M·梅雷迪思要求解雇朗埃克，理由是雕刻师做不出合适的金属模。这天帕特森还向雕刻师查尔斯·库欣·赖特（Charles Cushing Wright）承诺，只要朗埃克滚蛋马上安排他继任。财政部长询问是否能找到适当的替代人选，帕特森向他保证赖特可以胜利。朗埃克向帕特森投诉，称双鹰金币金属模已经修改，但皮尔有意拖延，拒不接受模具，对此局长没有给出书面答复，而是在面谈时声称政府已决定解除朗埃克的职务，要求他尽快交出辞呈。经过深思熟虑，朗埃克没有辞职，而是前去面见梅雷迪思，发现财政部长在很多事项上听到的都是假话。据斯诺记载，朗埃克无意报复，只想停止对抗专心工作。自由女神头像双鹰金币于1850年3月投产，不过帕特森还是对硬币品相不满。双鹰金币很快成为民间持有黄金的热门币种，此后多年里用于铸造双鹰金币的黄金比其他面额金币总和还多。
1850年4月1日，帕特森再度写信给财政部要求解雇朗埃克，还放出流言称扎卡里·泰勒已决定炒他鱿鱼。朗埃克的夫人伊丽莎白这年撒手人寰，但他的职位未受影响。1851年，国会授权发行3美分银币，铸币局官员间的冲突再度爆发。朗埃克准备的设计方案起初获得帕特森认可，正面是六角星，背面是罗马数字（三）。但皮尔说服局长改变心意，授权首席铸币员自行设计，皮尔参考戈布雷希特1836年的设计另备方案。财政部长托马斯·科温最终选中首席雕刻师的设计，为防万一，朗埃克此前写信给科温，解释设计图案上各元素的含义。
帕特森于1851年7月退休，米勒德·菲尔莫尔总统提名乔治·尼古拉斯·埃克特（George N. Eckert）继任。仍在行使首席铸币员职责的亚当·艾克菲尔特于1852年辞世，皮尔的私人生意受挫。1854年，皮尔以权谋私的行径已广为人知，铸币局局长詹姆斯·罗斯·斯诺登（James Ross Snowden）将他开除。大量的媒体关注随之而来，参议院介入调查，皮尔还要求政府支付大笔赔偿。但从朗埃克的角度来看，敌对官员的离去无疑让他在铸币局如鱼得水。

#### 上任早期设计

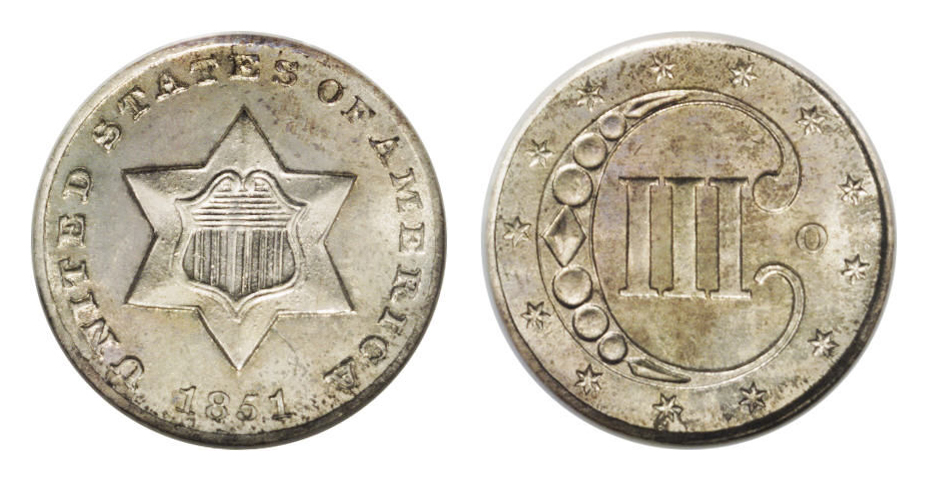
1851年面世的三美分银币
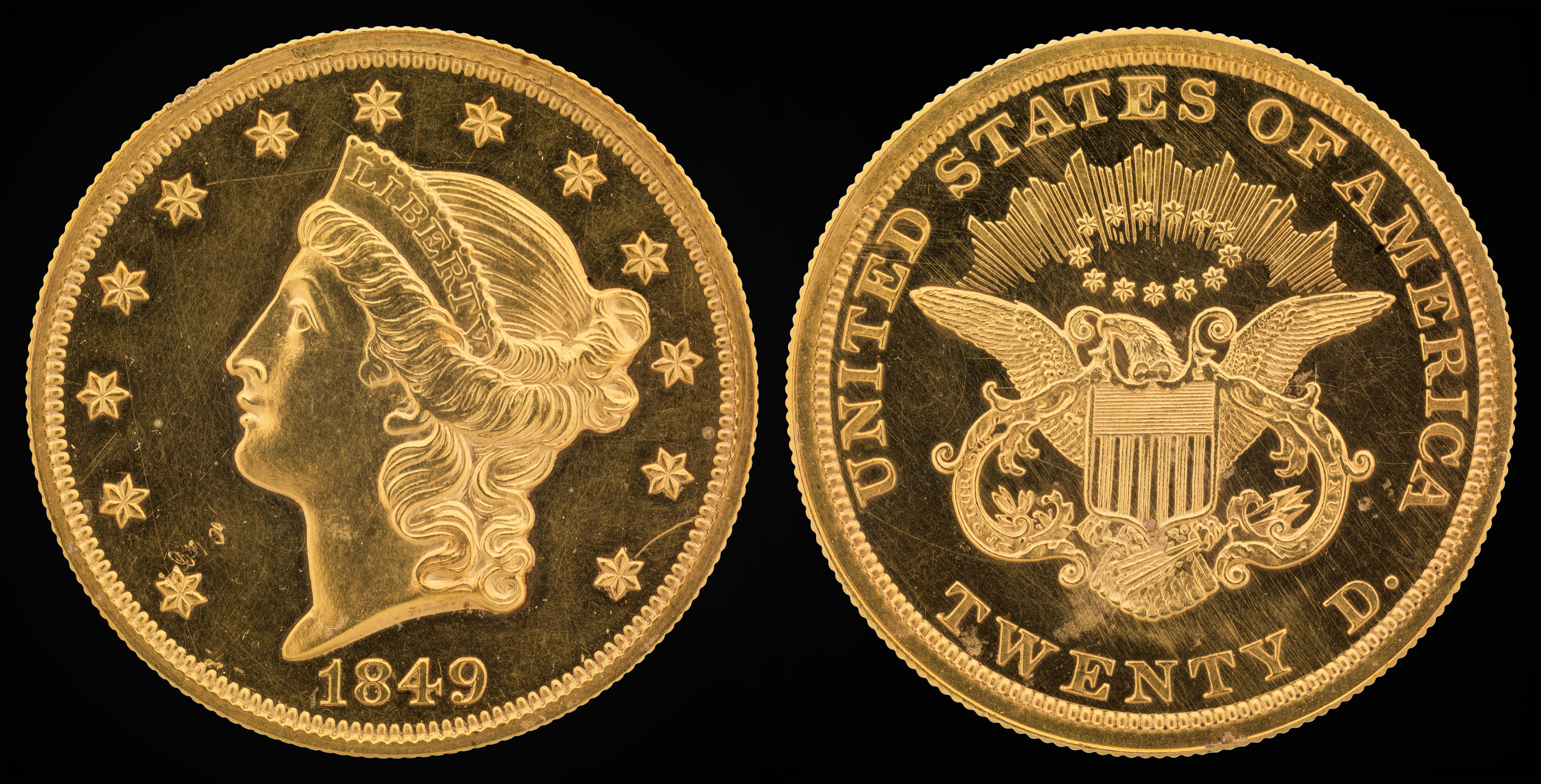
1849年的自由女神头像双鹰金币

### 1853至1863年：多产设计师
面对持续上涨的银价，国会于1853年立法降低五美分、十美元、25美分和半美元硬币的含银量。朗埃克受命修改戈布雷希特的设计，确保新老硬币易于区分。他提议在25美分和半美元背面的纹章老鹰周围增加放射状线条，同时在所有受影响硬币的年份旁增加箭头。国会法案要求减轻硬币重量，铸币局也获许将设计工作外包，斯诺登于是采取公开招标，但所有民间递交的作品都不合适，最终还是朗埃克的设计入选。然而，放射状线条会导致金属模寿命缩短，所以只施行不到一年就取消，箭头也在1855年后停用。
1853年，国会授权发行三美元金币。根据朗埃克留下的文献，他当时的任务就是尽可能确保新币与面值接近的2.5美元金币（又称“四分之一鹰”）容易区分。为此朗埃克选用的坯饼更薄，从而增大硬币直径，与戈布雷希特设计的自由女神2.5美元区别显著，设计图案是印第安公主。此时的美术作品经常采用美洲原住民女子代表美国，将自由女神描绘成印第安公主也符合当代美术实践。首席雕刻师在写给局长斯诺登的信中表示，1854年投产的三美元金币是他首度获许自主决定设计图案。一美元金币也在这年修改设计，采用更薄、直径更大的坯饼，正面图案同样改为印第安公主。朗埃克为两种金币的背面设计出融合美国南部和北部四种农作物的花环，分别是玉米、烟草、棉花和小麦，这种“农产品花环”还于1856年用在飞鹰一美分硬币背面，以及1860年起铸造的五美分硬币背面。“农产品花环”是朗埃克如今依然存世的最新硬币设计，之后多次修改并持续生产，直至1916年被巴伯硬币取代。
19世纪50年代中期，美国海军部请朗埃克为邓肯·英格拉汉姆（Duncan Ingraham）上校设计奖章。最后朗埃克设计的是奖章背面，正面由助理雕刻师克罗斯完成。虽然鲍尔斯在著作中称朗埃克“严格遵守职务道德”，但他接受海军部2200美元报酬之举违反政府官员不得接受此类酬劳的联邦法律，财政部得知后要求他马上退还。除了这枚奖章外，朗埃克为政府部门制作的奖章或纪念章只有1860、1861、1867和1868年的美国化验委员会纪念章，其中1860、1861和1868年的纪念章都只设计背面，采用类似的农产品花环图案。
随着市场商品价格上涨，铸币局打算把大美分硬币尺寸改小，并从1850年开始铸造图案币，希望早日找到适合的设计。铸币局考虑过多种设计方案和尺寸，起初的设想是用环形（中间带孔）分币。1854至1855年，铸币局反复试验，设计图案既有大美分上采用过的自由女神头像，也有朗埃克根据1836年戈布雷希特银元设计的飞鹰。据称戈布雷希特当年是以19世纪30年代经常光顾费城铸币局且已驯服的老鹰“彼得”（Peter）为模特儿，这只鸟后来意外卷入机器被打死，制成标本后陈列在费城铸币局。
1856年，铸币局采用朗埃克的飞鹰设计试产大量图案币送给政府官员及其他名人，然后从1857年开始生产常规流通币。飞鹰1美分硬币背面依然采用农产品花环，用于铸币的坯饼又是非常坚硬的铜镍合金，这样正面飞鹰的头和尾就会顶住背面的花环，导致生产困难。从1859年开始，一美分硬币开始采用朗埃克的新设计，正面是戴有美洲原住民头饰的自由女神，背面图案人称“月桂花环”，但实际上是橄榄花环。不再采用农产品的具体原因已不可考，花环上方还应局长斯诺登的要求加上盾牌，因为他觉得这样能让硬币“更具民族特色”。大部分来源认为背面是朗埃克的设计，但斯诺觉得也有可能是助理雕刻师安东尼·帕奎特（Anthony C. Paquet）的作品。
据钱币学界江湖传言，朗埃克是以长女莎拉为模特儿设计印第安人头像一美分硬币。据称莎拉某日来到费城铸币局时正好有几位美洲原住民前来拜访她父亲，朗埃克就在她试戴其中一人的头饰时画下草图。但是，莎拉此时是30岁的已婚妇人，而非江湖传言中的12岁少女，朗埃克本人表示，硬币上的公主头像是以费城从梵蒂冈借来的维纳斯塑像为模特儿。另一方面，朗埃克的确经常为长女画像，而且这些肖像同他在19世纪50年代设计硬币上的各种自由女神确有相似之处。显然，上述传言留传甚广，以致斯诺登会在1858年11月写给财政部长豪厄尔·科布的信中明确表示，这些硬币绝非根据朗埃克家族的任何成员设计。1991年，李·麦肯齐（Lee F. McKenzie）撰文指出，任何艺术家都可能受到各种因素影响，但上述传言“根本不可能是真的”。

#### 任职中期设计

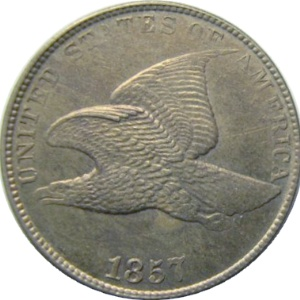
飞鹰1美分硬币（1856至1858年）
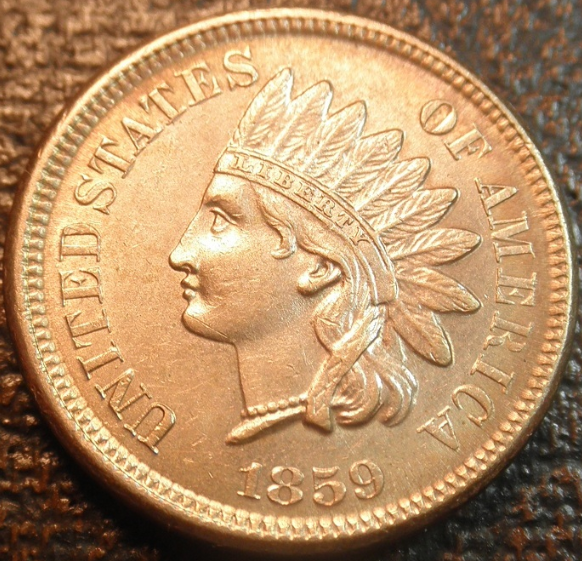
印第安人头像一美分硬币（1859至1909年）
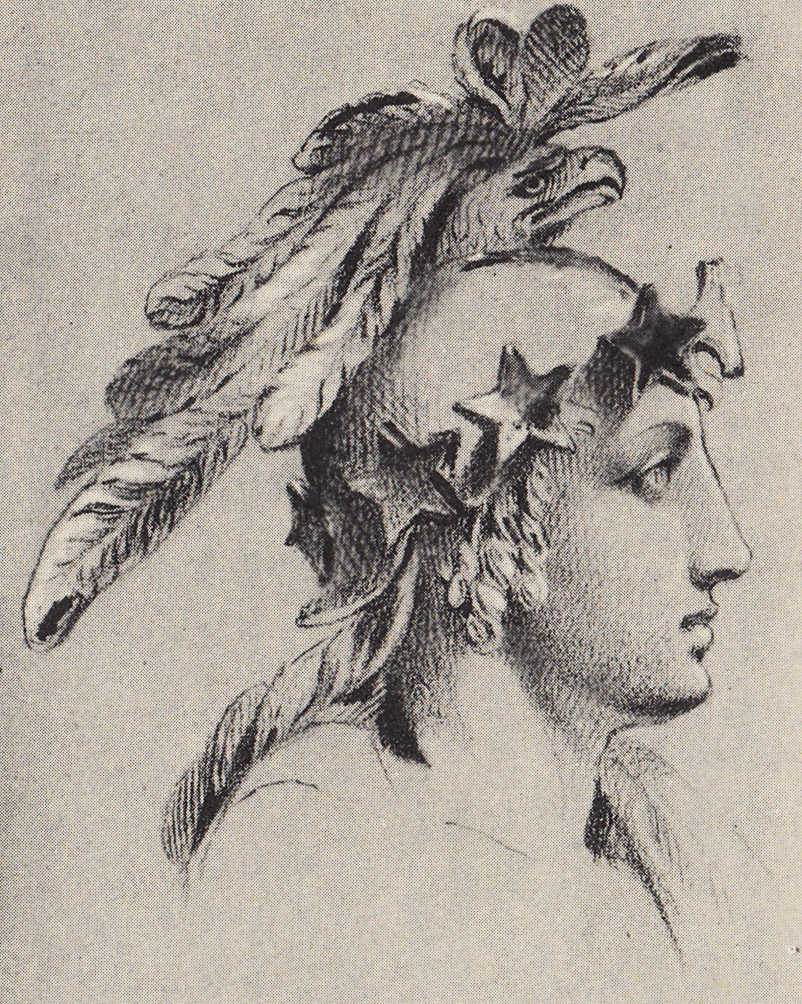
1859年绘制的银质辅币草图（未采纳）
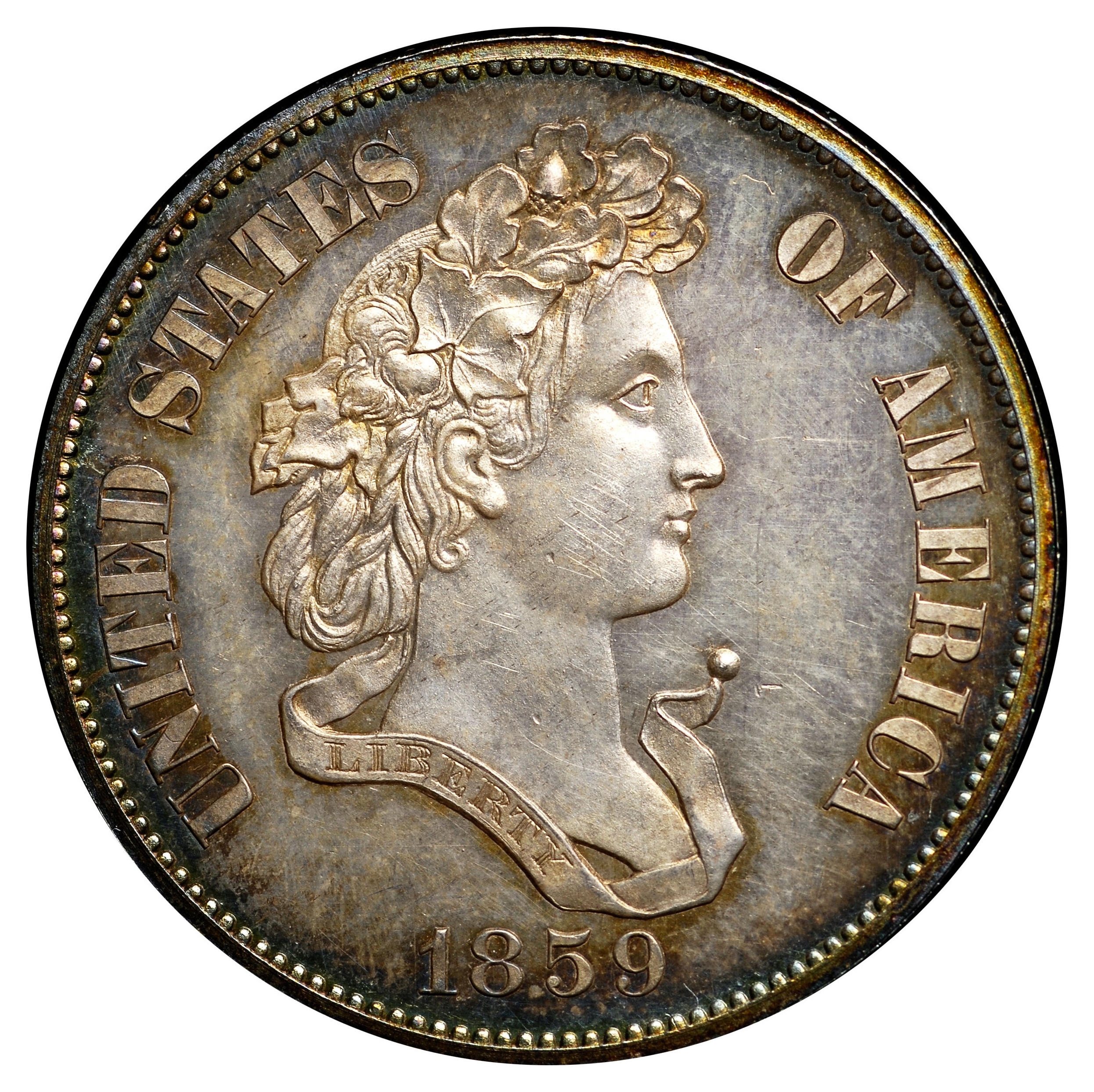
1859年半美元图案币（未采纳）

### 内战期间的硬币及后期职业生涯
南北战争引起的经济动荡导致部分硬币被民众囤积，甚至采用贱金属打造的分币也从商品流通中消失，市场需求由纸币（价值低至三美分）、邮票和私人代币填补。许多代币属青铜材质，尺寸和分币接近但更薄一些。铸币局官员发现这些硬币很适合流通，所以推动国会立法发行青铜分币。新币继续采用朗埃克的印第安人头像设计，他还于1864年在头饰中刻入自己的姓氏首字母缩写。国会法案同时授权的还有2美分硬币，朗埃克的设计图案主体是盾牌，两边有箭头和月桂花环装饰，钱币学家大卫·兰格认为“这样的组合特别吸引人”。不过，美术史学家科尼利厄斯·弗缪尔（Cornelius Vermeule）认为，整个图案“只需再加大炮就能成为精湛的内战纹章”。对于战争年代的硬币，财政部长萨蒙·波特兰·蔡斯希望能体现国家对神的信仰，他在写给铸币局局长波洛克的信中要求铸币局尽快在硬币上增加全国普遍认可，且字数越少越好的格言。波洛克考虑的格言包括（“我们信仰上帝”），（“上帝和我们的祖国”）等，最终朗埃克设计的两美分是史上首款带有格言（“我们信仰上帝”）的硬币。
宾夕法尼亚州企业家约瑟夫·沃顿（Joseph Wharton）是美国产镍大户，国会通过法案变更一美分硬币的材质，其中不再含镍，为此该州联邦众议员撒迪厄斯·史蒂文斯极力反对，但无济于事。1864年，沃顿出版宣传册，呼吁所有十美分以下面额硬币采用含镍25%的铜镍合金，比分币之前的含镍量（12%）要高一倍多。1865年3月，国会通过法案授权发行三美分镍币，用于取代市场中面额低至三美分的辅助纸币。朗埃克创作的正面与他过去16年描绘的自由女神类似，背面则是1859年用过的月桂花环（实际是橄榄），包围中间与三美分银币背面相同的罗马数字“III”（“三”）。
国会中以沃顿为代表的镍矿势力依旧强劲，于1866年立法授权生产铜镍合金5美分硬币。朗埃克备有多种设计，波洛克最终选中与两美分硬币类似的盾牌为正面，13颗星星围绕的数字“5”作反面，同年投产的新币人称“盾牌镍币”。铸币局化验员威廉·杜波依斯（William DuBois）在写给朗埃克的信中说：“能看到有人年过古稀仍能创造出与年轻时同等品质的艺术作品，这着实让人高兴。”
1865年，国会立法要求所有位置足够的硬币都要刻上格言（“我们信仰上帝”）；次年，朗埃克在所有尺寸超过十美分的银币及尺寸超过三美元的金币上增加格言，还在1867年修改五美分铜镍合金硬币（后逐渐统称镍币）。1864和1865年，威廉··基与生于英国的威廉·巴伯相继成为朗埃克的助手，基一直工作到朗埃克去世之后。
内战期间被民众囤积起来的部分硬币流往南美洲国家智利，并因品质远胜该国硬币而在当地商品交易中流通。1866年，智利政府派出代表与美国国务院联系，希望在美国制作铸币金属模。安德鲁·约翰逊政府乐见其成，财政部长休·麦卡洛克给智利代表写好介绍信，请他到费城找朗埃克帮忙。得知财政部允许他接受外来聘请后，朗埃克接受智利委托，重新设计五种银币和四种金币。但是波洛克不同意，坚称政府财产不能用于获取私利。最终各方达成协议，朗埃克可以收取一万美元酬劳并另行聘请不在铸币局工作的雕刻师，但需要保持监督。朗埃克选择的雕刻师是安东尼·帕奎特，曾担任他的助理。波洛克对约翰逊总统的重建政策不满并辞职，铸币局的反对意见随之消失，朗埃克从1866年11月开始为智利制作（估计很可能就在费城铸币局制作）金属模和出币毂，他的设计在智利一直沿用到19世纪90年代才被新版取代。
1867年，朗埃克提议使用铝生产硬币，但因此时铝的固有价值较高，同时供应量和市场价格波动幅度很大未获采纳。1868年，沃顿的盟友提议把十美分硬币材质改为铜镍合金，同时修改一美分、三美分和五美分材质。但由于铜镍合金质地坚硬，十美分硬币又很大，所以生产会极其困难，上述提议未能成行。不过，朗埃克这段时间已经准备多种半美元大小的图案币，他还开始重雕金币设计图案，并在年底刻完鹰扬金币。

#### 任职后期设计

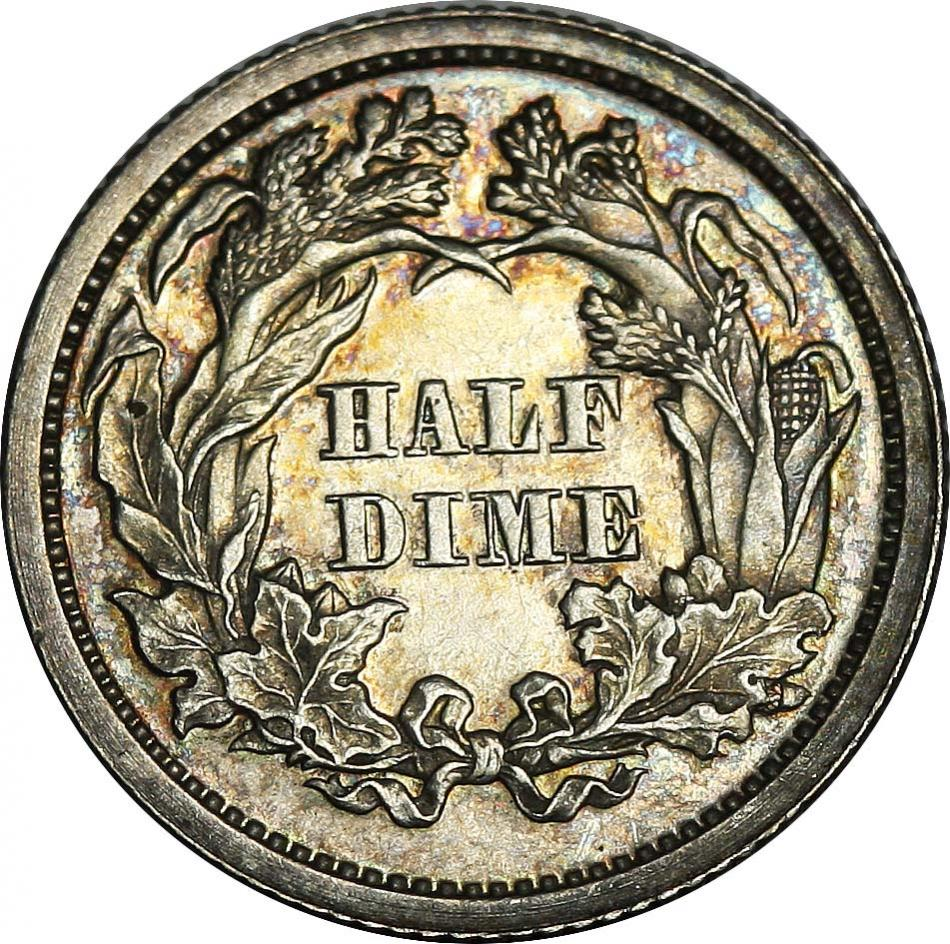
五美分背面（1860至1873年）
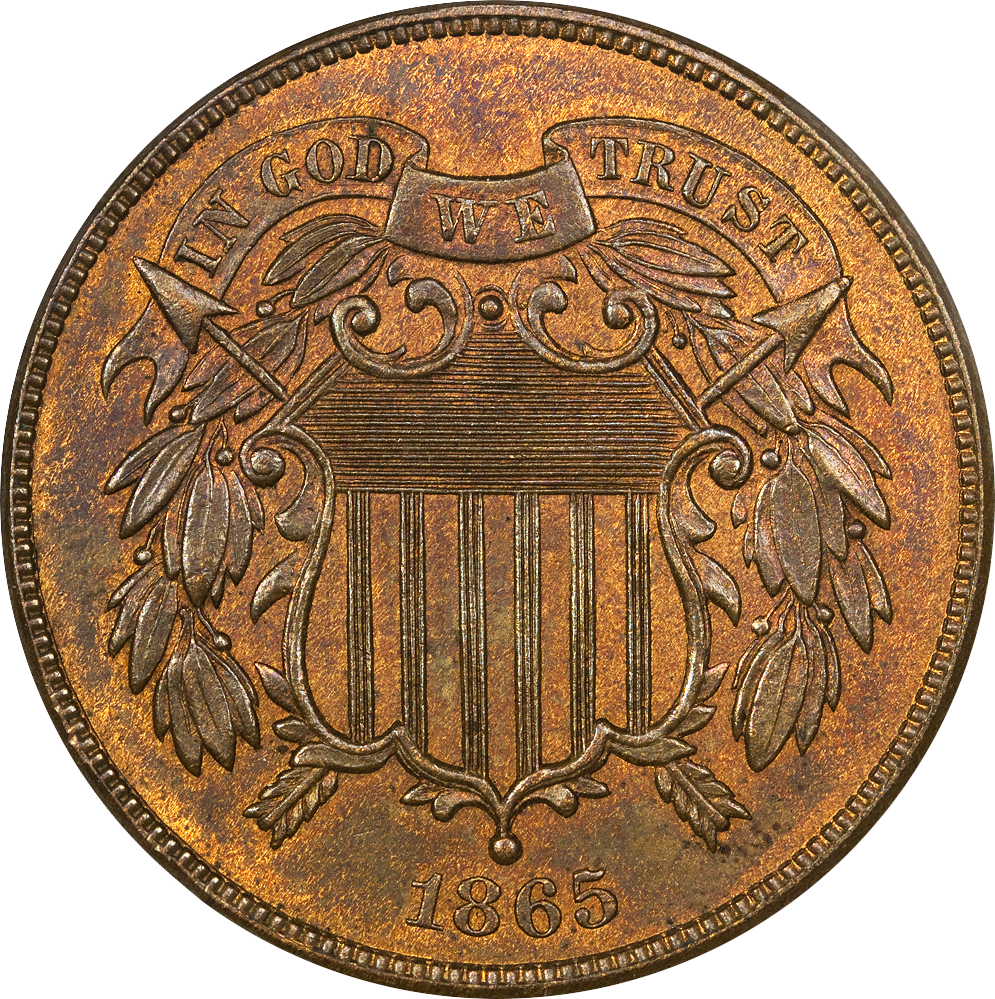
2美分硬币（1864–1873年）
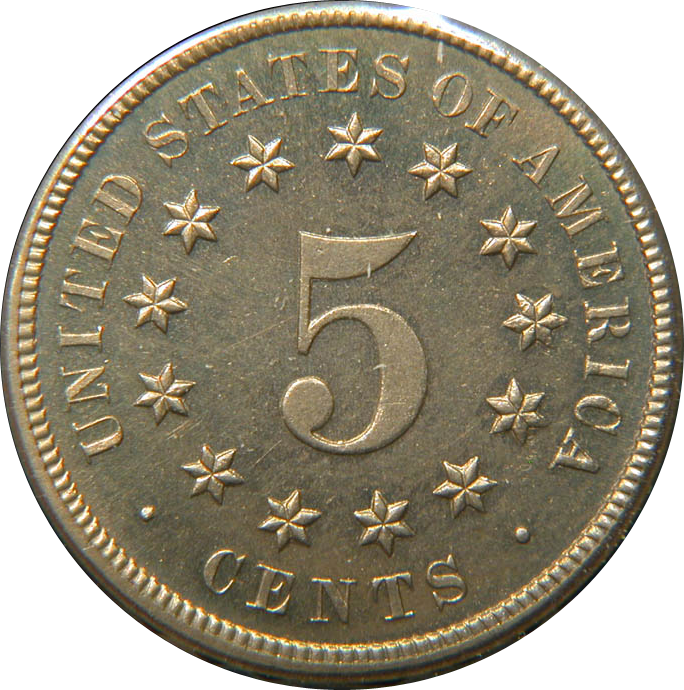
盾牌镍币背面，1867年修改版
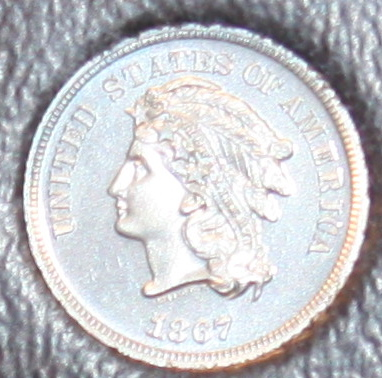
1867年的图案镍币（未采纳）

## 辞世和评价
1869年元旦，詹姆斯·巴顿·朗埃克突然在费城的家中谢世，享年74岁。费城铸币局于1月5日召开追悼会，局内工作人员出席。局长亨利·林德曼（Henry Linderman）在演讲中赞扬朗埃克，再由助理雕刻师威廉·巴伯致正式悼词，巴伯之后继任首席雕刻师。朗埃克去世时依然在职，这点与此前各任首席雕刻师相同。
1928年，纽约公共图书馆赞助举办美国百大知名雕刻师展览，朗埃克榜上有名。美术史学家弗缪尔在1970年出版的美国硬币主题著作中对朗埃克的作品评价一般，认为这些硬币大都呆板、缺乏灵感甚至古朴。在他看来，与托马斯·萨利、泰坦·皮尔（Titian Peale）、罗伯特·鲍尔·休斯（Robert Ball Hughes）和戈布雷希特相比，朗埃克在常规硬币和图案币的“贡献”堪称美国钱币美学的大倒退。弗缪尔还认为，“无论作为肖像画雕刻师的素质如何，他看起来都没有把多少想象力带到费城铸币局的重要岗位上”。不过，弗缪尔对飞鹰一美分硬币青眼有加，觉得其艺术成就远超平凡。
麦肯齐在1991年发表的文章中谈及弗缪尔的评价，但他认为朗埃克在硬币上使用美国符号，特别是对美洲印第安人的呈现值得肯定。在他看来，朗埃克的作品对之后的硬币设计者影响很大，如乔治·托马斯·摩根（George T. Morgan）、维克多·布伦纳（Victor D. Brenner）和奥古斯都·圣高登斯（Augustus Saint-Gaudens）。他对自由女神头像双鹰金币的背面称颂有加，“在美国钱币艺术中独一无二而且更加优雅，这样的设计无愧于最高面额的美国硬币”，称赞朗埃克“为美国钱币艺术中的民族情感象征和表达带来令人振奋的创新。”
鲍尔斯在著作中指出：“如今，钱币学家普遍钦佩朗埃克”。兰格认为，朗埃克的“艺术视野为60年来的美国硬币增光添彩”。斯诺在文中写道：

圣高登斯和弗缪尔等人对朗埃克“回收”戈布雷希特设计之举颇为欣赏，现今的收藏爱好者也对飞鹰一美分硬币趋之若鹜。19世纪50年代铸币局为取代笨重的大美分铜币曾开展各种实验，如果这段时间（朗埃克）没有任何创造，或许后世对他的评价就会尽善尽美。

## 朗埃克设计的美国硬币
- 飞鹰1美分硬币（1856至1858年）
- 印第安人头像一美分硬币（1859至1909年）
- 2美分硬币（1864至1873年）
- 3美分银币（1851至1873年）
- 3美分镍币（1865至1889年）
- 盾牌镍币（1866至1883年）
- 坐姿自由女神五美分硬币（背面，1860至1873年）
- 坐姿自由女神十美分硬币（背面，1860至1891年），经少许改动用作巴伯硬币背面（1892至1916年）
- 自由女神头像1美元金币（1849至1889年）
- 3美元金币（1854至1889年）
- 自由女神头像双鹰金币（1849至1907年）[68]

## 脚注
1. ↑  Coin World Almanac，第213頁.
2. 1 2 3  Snow，第219頁.
3. ↑  Bowers 2006，第55–56頁.
4. ↑  Smith Biographies，第133頁.
5. 1 2 3 4 5 6 7  Bowers 2006，第56頁.
6. ↑  Snow，第219–220頁.
7. 1 2  Snow，第220–221頁.
8. 1 2  Snow，第221頁.
9. ↑  Taxay，第204–205頁.
10. ↑  Senate Journal，第361, 375頁.
11. 1 2  Lange，第90頁.
12. 1 2  Taxay，第183頁.
13. ↑  Bowers 2006，第56–57頁.
14. 1 2 3 4  Snow，第222頁.
15. ↑  Taxay，第205–206頁.
16. 1 2  Breen，第476頁.
17. 1 2  DeLorey，第1970頁.
18. 1 2 3  Taxay，第205頁.
19. 1 2  Bowers 2001，第78頁.
20. ↑  DeLorey，第1971頁.
21. ↑  Taxay，第206–207頁.
22. ↑  Taxay，第207頁.
23. ↑  Snow，第222–223頁.
24. ↑  Taxay，第207–208頁.
25. 1 2  Snow，第223頁.
26. 1 2  Taxay，第208–209頁.
27. ↑  Taxay，第219–220頁.
28. ↑  Taxay，第232, 386頁.
29. 1 2  Bowers 2006，第57頁.
30. ↑  Taxay，第181–182頁.
31. ↑  Taxay，第221–223頁.
32. 1 2  Snow，第224頁.
33. ↑  Taxay，第223頁.
34. 1 2  Taxay，第210–211頁.
35. ↑  Garrett & Guth 2008，第140頁.
36. ↑  McKenzie，第1923頁.
37. ↑  Breen，第315頁.
38. ↑  Snow，第226頁.
39. 1 2  Bowers 2006，第58頁.
40. 1 2  Coin World Almanac，第214頁.
41. 1 2  Krause.
42. ↑  Pessolano-Filos，第1–4頁.
43. ↑  Lange，第92頁.
44. 1 2  Snow，第26–28頁.
45. ↑  Snow，第7–28頁.
46. ↑  Lange，第94頁.
47. ↑  Breen，第217–218頁.
48. ↑  Snow，第25–26頁.
49. ↑  McKenzie，第1980頁.
50. 1 2  Lange，第98–99頁.
51. ↑  Snow，第34–35, 89頁.
52. ↑  Vermeule，第60頁.
53. 1 2  Kay，第40頁.
54. ↑  Taxay，第241–242頁.
55. ↑  Bowers 2006，第12–13頁.
56. ↑  Breen，第242–243頁.
57. ↑  Taxay，第244–245頁.
58. 1 2  Snow，第227–228頁.
59. 1 2  Evans，第115頁.
60. ↑  Kay，第41頁.
61. ↑  Snow，第228頁.
62. ↑  American Journal of Numismatics，第72頁.
63. ↑  Coin World Almanac，第214–215頁.
64. ↑  Vermeule，第50頁.
65. ↑  Vermeule，第54, 59頁.
66. ↑  McKenzie，第1979–1980頁.
67. ↑  Snow，第11頁.
68. ↑  Smith Biographies，第174頁.

### 书籍
- Bowers, Q. David. . Dallas, Tex.: Harry W. Bass, Jr. Foundation. 2001. ISBN 978-0-943161-88-4.
- Bowers, Q. David. . Atlanta, Ga.: Whitman Publishing. 2006. ISBN 978-0-7948-1921-7.
- Breen, Walter. . New York: Doubleday. 1988. ISBN 978-0-385-14207-6.
- 3rd. Sidney, OH: Amos Press. 1977  [2020-05-12]. ASIN B004AB7C9M.
- Evans, George G.  revised. Philadelphia: George G. Evans. 1885  [2020-05-12].
- Garrett, Jeff; Guth, Ron.  second. Atlanta, GA: Whitman Publishing. 2008. ISBN 978-0-7948-2254-5.
- VI. Washington, DC: United States Government Printing Office. 1887  [2020-05-12]. （原始内容存档于2021-05-12）.
- Lange, David W. . Atlanta, GA: Whitman Publishing. 2006. ISBN 978-0-7948-1972-9.
- Pessolano-Filos, Francis. Margaret M. Walsh , 编. . New York: Eros Publishing Company. 1983. ISBN 978-0-911571-01-1.
- Snow, Richard. . Atlanta, GA: Whitman Publishing. 2009. ISBN 978-0-7948-2831-8.
- Taxay, Don.  reprint of 1966. New York: Sanford J. Durst Numismatic Publications. 1983. ISBN 978-0-915262-68-7.
- Vermeule, Cornelius. . Cambridge, MA: The Belknap Press of Harvard University Press. 1971  [2020-05-12]. ISBN 978-0-674-62840-3.

### 其他来源
- . American Journal of Numismatics (New York: American Numismatic and Archaeological Society). 1869-01, 3 (9)  [2020-05-21]. （原始内容存档于2021-05-12）.
- . Iola, WS: Krause Publications.   [2014-03-08]. （原始内容存档于2014-03-08）.
- DeLorey, Tom. . The Numismatist (Colorado Springs, CO: American Numismatic Association). 1985-10: 1970–1978.
- Kay, Rick. . The Numismatist (Colorado Springs, CO: American Numismatic Association). 2005-04: 36–37, 40–41.
- McKenzie, Lee F. . The Numismatist (Colorado Springs, CO: American Numismatic Association). 1991-12: 1922–1924, 1979–1980.
- Smith, Pete.  (PDF). The Numismatic Bibliomania Society. 2012  [2013-08-10]. （原始内容 (PDF)存档于2013-08-10）.